# Вендл (Минесота)
Вендл (енгл. Wendell) град је у америчкој савезној држави Минесота.

## Демографија
По попису из 2010. године број становника је 167, што је 10 (-5,6%) становника мање него 2000. године.
| Група             | 2000.        | 2010.       |
| Белци             | 177 (100,0%) | 166 (99,4%) |
| Афроамериканци    | 0 (0,0%)     | 0 (0,0%)    |
| Азијати           | 0 (0,0%)     | 0 (0,0%)    |
| Хиспаноамериканци | 0 (0,0%)     | 1 (0,6%)    |
| Укупно            | 177          | 167         |